# 3042 Zelinsky
3042 Zelinsky è un asteroide della fascia principale. Scoperto nel 1981, presenta un'orbita caratterizzata da un semiasse maggiore pari a 2,2774974 UA e da un'eccentricità di 0,2103894, inclinata di 4,99537° rispetto all'eclittica.